# Jerico (cantautore)
Jerico, pseudonimo di Emiliano Cecere (Livorno, 31 agosto 1969), è un cantautore italiano.

## Biografia

### Politbüro: La band
I Politburo sono un gruppo alternative - rock italiano originario di Livorno. 
Nel 1990 Jerico (Emiliano Cecere) fonda il gruppo Politbüro, di cui è anima e voce, assieme a Graziano Ragni (batteria), Stefano Bellissima (chitarra) e Fabio Cecere (tastiere). Il gruppo, grazie ad una miscela di pop rock ed atmosfere etniche, acquista subito una propria identità musicale che matura nell'attività live e porta già nel 1993 a un secondo posto al Festival di Castrocaro e ad un contratto triennale con la Fonit Cetra.
Nel 1994 esce il primo omonimo album Politbüro, che porta il gruppo all'attenzione di pubblico, media e critica. Con il singolo Jerico partecipano a manifestazioni popolari come Un disco per l'estate e Sanremo Giovani.
Nel 1996 è la volta di Prigioniero, album partorito in un ex fabbrica di Milano prodotto dalla AR 13 e distribuito da Polygram, che vende oltre 6000 copie. La critica giornalistica li nota per la loro originalità musicale e per la sincerità rabbiosa nei testi di Emiliano contro l'imposizione culturale e commerciale del sistema informativo globale, temi che diventeranno d'attualità di lì a poco con le manifestazioni no-global a Seattle.
Nel 1997, dopo un'intensa attività live che li porta ad esibirsi anche alla Manifestazione per l'ambiente del WWF di San Giovanni Laterano, al "Tavagnasco Rock" ed al Premio Rino Gaetano, la band livornese si prende un periodo di pausa dove ognuno segue progetti indipendenti.

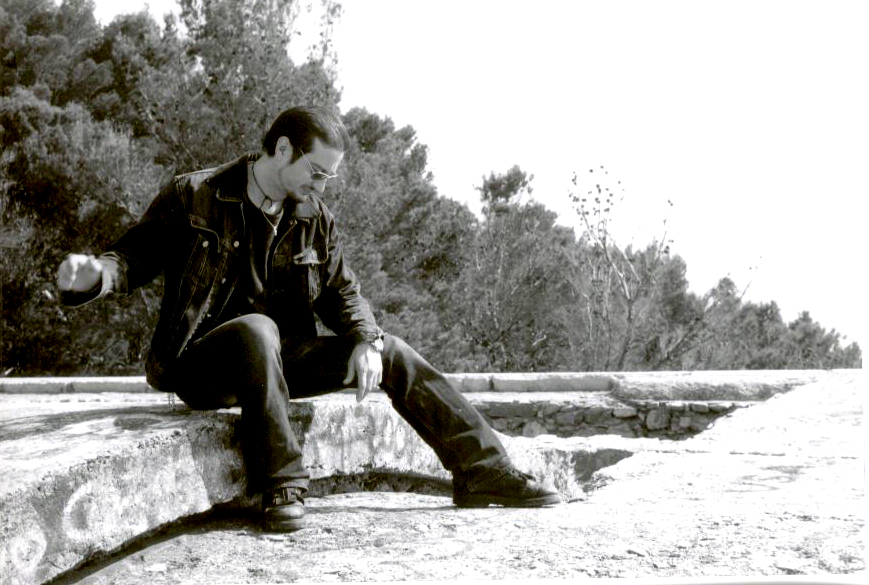

Sarà il batterista Graziano Ragni, nel 1999, a recuperare le sorti dei Politbüro, inventandosi produttore e indirizzando il gruppo verso una nuova fase artistica. "Fase" è il titolo dell'album distribuito da Sony Music che segna la rinascita dei nuovi Politbüro, più maturi e dolci. La rabbia degli anni precedenti lascia il posto all'intimità, alla liricità e a un rock più psichedelico, che regala loro una nuova immagine.
Dal 2001 Jerico inizia a collaborare come autore con vari artisti ed interpreti.
Nel giugno del 2011, dopo dieci anni, i Politburo stanno registrando nuovi brani da inserire nel nuovo album "Super-io" (titolo provvisorio).

## Formazione dal vivo (1994 – 1995)
- Emiliano Cecere (Jerico): Voce
- Stefano Bellissima: Basso e Chitarra
- Fabio Cecere: Tastiere
- Paolo Pedretti (Red Crotalo): Chitarra
- Graziano Ragni: Batteria

## Formazione dal vivo (1996 – 1998)
- Emiliano Cecere (Jerico): Voce
- Stefano Bellissima: Basso
- Fabio Cecere: Tastiere
- Paolo Pedretti (Red Crotalo): Chitarra
- Marco Rovinelli: Batteria

## Formazione dal vivo (1999 – 2001)
- Emiliano Cecere (Jerico): Voce
- Fabio Cecere: Tastiere
- Ludovico Cipriani: Chitarra
- Graziano Ragni: Batteria

## Collaborazioni esterne in sala di registrazione
- Lele Melotti (Batteria - Politburo), Cesare Chiodo (Basso - Prigioniero), Alfredo Golino (Batteria - Prigioniero), Francesco Luzzi (Fonico - Prigioniero), Toti Panzanelli (Chitarra - Fase), Steve Lion (Fase).

### L'autore
L'eclettismo e l'incessante creatività porta Emiliano a sdoppiarsi anche nell'attività di cantautore con il nome della sua prima canzone: Jerico.
Nel 2006 debutta con il singolo Penthotal, che trae spunto dall'anestetico, atto ad annullare l'autocontrollo della persona, per spronare all'autoanalisi. Nello stesso anno avviene l'avvicinamento artistico con Mietta, che trova in Jerico un nuovo punto di partentenza per una rinnovata maturità artistica. Il primo brano scritto per l'intensa voce dell'interprete pugliese è Il fiore, scelto dalla stessa come singolo di lancio di 74100.
Nel 2008 scrive la nostalgica Parole fatte a pezzi con Marco Ciappelli e le liriche di Direzioni opposte con Eric Buffat per il nuovo disco di Mietta: Con il sole nelle mani.
Nel 2009 si dedica ai dischi di debutto di giovani promesse che si impongono attraverso popolari Talent show. Per Alessandra Amoroso (vincitrice di Amici 8) scrive Da qui, Splendida follia (con Federica Camba, Diego Calvetti e Daniele Coro) e Bellissimo, per Noemi (vincitrice morale di X Factor 2) scrive con Ciappelli e Calvetti Comunque ti penso, e infine per Pago (vincitore di Music Farm 3) Ti ricordi e il viaggiatore, scritte con Ciappelli.
Nel 2010 è la volta di Indissolubile scritta con Saverio Grandi per Valerio Scanu (secondo classificato ad Amici 8).
Nel 2011 scrive Averti qui per me per Patty Pravo e con Calvetti L'arcobaleno per Anna Tatangelo. Ritorna inoltre a collaborare con Mietta per il ritorno sulle scene con Due soli..., album contenente ben sei brani scritti per lei.
Nel 2012 scrive per Irene Fornaciari e tre esordienti: Giulia Anania (con la quale ha scritto insieme a Dardust La mail che non ti ho scritto), Bianca Atzei e Ottavio De Stefano (secondo classificato ad Amici 11 e interprete di Solo un'ora, canzone scritta con Faini). Nello stesso anno firma, con Calvetti, il singolo di lancio del nuovo album di Loredana Errore (seconda classificata ad Amici 9), dal titolo Una pioggia di comete.
Nel 2013 scrive ancora con Saverio Grandi Solo insieme saremo felici, canzone di Gianni Morandi che, oltre a dare il titolo all'album, dà il nome allo stesso spettacolo dell'artista svolto all'Arena di Verona, mentre nello stesso anno scrive con Fabio Campedelli, Andrea Amati e lo stesso Faini Ed è ancora settembre, canzone di Annalisa inserita nell'album Non so ballare. Sempre nel 2013 esce il brano Nuda, pura, vera, cantato da Antonella Lo Coco che oltre ad essere primo singolo dell'album Geisha è parte della colonna sonora del film Ci vuole un gran fisico di Sophie Chiarello con Angela Finocchiario, Giovanni Storti e la stessa Antonella Lo Coco.
Nel 2016 esce un suo brano cantato da Bianca Atzei che scritto con Calvetti e Oscar Angiuli si intitola La strada per la felicità e diventa quinto singolo estratto dall'album Bianco e nero dell'omonima artista. Nello stesso anno l'autore vede una nuova collaborazione con Annalisa che insieme a Saverio Grandi porta alla scrittura del brano Quello che non sai di me (dall'album Se avessi un cuore), una collaborazione con Lorenzo Fragola che porta alla scrittura insieme ad Oscar Angiuli al brano Dire di no (Zero Gravity), ed ancora una nuova collaborazione con Francesco Renga e Diego Calvetti con la scrittura del brano 13 Maggio che fa parte dell'album Scriverò il tuo nome. Esce inoltre come primo singolo estratto dall'album Luce Infinita, Nuovi giorni da vivere, un brano interpretato da Loredana Errore e scritto insieme a Pacifico Settembre, Amara, Calvetti e Ciappelli. 
Nel 2014 è autore con Calvetti di una canzone interpretata da Francesco Renga intitolata Ora vieni a vedere (Tempo reale). Sempre nel 2014 è autore con Saverio Grandi di "Io ci sono", singolo di lancio della raccolta di hit di Gianni Morandi
Nel 2015 firma assieme a Saverio Grandi e Raf Come una favola, brano con cui Raf torna a gareggiare al Festival di Sanremo 2015. Una nuova collaborazione con Annalisa e Fabio Campedelli porta alla scrittura dei brani Se potessi, Niente tranne noi e Vincerò (quarto singolo dall'album Splende). Sempre nello stesso anno scrive per Chiara Galiazzo il brano Siamo adesso, nuovo singolo estratto dall'album Un giorno di sole straordinario.
Nel 2016 esce un suo brano cantato da Bianca Atzei che scritto con Calvetti e Oscar Angiuli si intitola La strada per la felicità e diventa quinto singolo estratto dall'album Bianco e nero dell'omonima artista. Nello stesso anno l'autore vede una nuova collaborazione con Annalisa che insieme a Saverio Grandi porta alla scrittura del brano Quello che non sai di me (dall'album Se avessi un cuore), una collaborazione con Lorenzo Fragola che porta alla scrittura insieme ad Oscar Angiuli al brano Dire di no (Zero Gravity), ed ancora una nuova collaborazione con Francesco Renga e Diego Calvetti con la scrittura del brano 13 Maggio che fa parte dell'album Scriverò il tuo nome. Esce inoltre come primo singolo estratto dall'album Luce Infinita, Nuovi giorni da vivere, un brano interpretato da Loredana Errore e scritto insieme a Pacifico Settembre, Amara, Calvetti e Ciappelli.
Sempre nel 2016 l'autore Emiliano Cecere incontra una nuova collaborazione cinematografica con il regista Nicola Barnaba per il film Ciao brother, con Pablo e Pedro, Benedicta Boccoli e Mietta, la quale lo vede scrivere e produrre due brani della colonna sonora, interpretati da lei e intitolati Non sei solo e Another dream.
Nel 2017 scrive, assieme a Diego Calvetti, il brano Ci siamo fatti tanti sogni per Paola Turci. Nello stesso anno ha composto La mia strada verso il sole di Elodie.

## Discografia

### Album con i Politbüro
| Anno | Titolo |
| ---- | --- |
| 1994 | Politbüro (Ariston/Fonit Cetra) 1. Jerico 2. Parassita 3. Digli che è vero 4. Guerriero 5. Qualcosa è vicino 6. L'arte d'amare 7. Apriti Sesamo 8. Liberate il Redentore                            |
| 1996 | Prigioniero (AR 13/Polygram) 1. Aiuto 2. Prigioniero 3. Tanta Tanta 4. Marie Josè 5. Fragile Anima 6. Volo Via 7. Esibizionista 8. Tradito 9. Uno Nessuno Centomila 10. Stringimi le mani (cellule) |
| 2000 | Fase (Nar/Sony Music) 1. 6 2. Bambolino 3. Jokerman 4. Ti cerco 5. Pace 6. Amavo Te 7. Ombra Amica 8. Non serve 9. Lacrime 10. Nel grande mare 11. Pà                                               |

### Singoli Politburo
| Anno | Titolo                            |
| ---- | --------------------------------- |
| 1994 | Jerico (singolo e videoclip)      |
| 1996 | Tanta Tanta (singolo e videoclip) |
| 1996 | Fragile Anima (singolo)           |
| 2000 | Bambolino (singolo e videoclip)   |

### Singoli Jerico
| Anno | Titolo                          |
| ---- | ------------------------------- |
| 2006 | Penthotal (singolo e videoclip) |

### Autore
| Anno | Canzone                       | Artista                                                     | Album                     |
| ---- | ----------------------------- | ----------------------------------------------------------- | ------------------------- |
| 2006 | Il fiore                      | Mietta                                                      | 74100                     |
| 2008 | Parole fatte a pezzi          | Mietta                                                      | Con il sole nelle mani    |
| 2008 | Direzioni Opposte             | Mietta                                                      | Con il sole nelle mani    |
| 2009 | Da qui                        | Alessandra Amoroso                                          | Stupida                   |
| 2009 | Splendida follia              | Alessandra Amoroso                                          | Stupida                   |
| 2009 | Ti ricordi                    | Pago                                                        | Aria di settembre         |
| 2009 | Il viaggiatore                | Pago                                                        | Aria di settembre         |
| 2009 | Bellissimo                    | Alessandra Amoroso                                          | Senza nuvole              |
| 2009 | Comunque ti penso             | Noemi                                                       | Sulla mia pelle           |
| 2010 | Indissolubile                 | Valerio Scanu                                               | Per tutte le volte che... |
| 2011 | L'amore è come un pugno       | Francesca Nicolì                                            | Kekka                     |
| 2011 | Costellazioni                 | Antonino                                                    | Costellazioni             |
| 2011 | L'arcobaleno                  | Anna Tatangelo                                              | Progetto B                |
| 2011 | Averti qui con me             | Patty Pravo                                                 | Nella terra dei pinguini  |
| 2011 | Due soli                      | Mietta                                                      | Due soli...               |
| 2011 | Tutto in un attimo            | Mietta                                                      | Due soli...               |
| 2011 | Io no                         | Mietta                                                      | Due soli...               |
| 2011 | Angoli diversi                | Mietta                                                      | Due soli...               |
| 2011 | Una vita da sprecare          | Mietta                                                      | Due soli...               |
| 2011 | Cadono Gemme                  | Mietta                                                      | Due soli...               |
| 2012 | Niente di importante          | Irene Fornaciari                                            | Grande mistero            |
| 2012 | La mail che non ti ho scritto | Giulia Anania                                               | Giulia Anania             |
| 2012 | Solo un'ora                   | Ottavio De Stefano                                          | Solo un'ora               |
| 2012 | Una pioggia di comete         | Loredana Errore                                             | Pioggia di comete         |
| 2013 | Ed è ancora settembre         | Annalisa                                                    | Non so ballare            |
| 2013 | Nuda pura vera                | Antonella Lo Coco                                           | Geisha                    |
| 2013 | Solo insieme saremo felici    | Gianni Morandi                                              | Bisogna vivere            |
| 2014 | Io ci sono                    | Gianni Morandi                                              | 7.0                       |
| 2014 | Ora vieni a vedere            | Francesco Renga                                             | Tempo reale               |
| 2015 | Se potessi                    | Annalisa                                                    | Splende                   |
| 2015 | Niente tranne noi             | Annalisa                                                    | Splende                   |
| 2015 | Vincerò                       | Annalisa                                                    | Splende                   |
| 2015 | Siamo adesso                  | Chiara                                                      | Un giorno di sole         |
| 2015 | Come una favola               | Raf                                                         | Sono io                   |
| 2015 | Gocce di cristallo            | Anna Tatangelo                                              | Libera                    |
| 2016 | La strada per la felicità     | Bianca Atzei                                                | Bianco e nero             |
| 2016 | Questo tempo                  | Irene Fornaciari                                            | Questo tempo              |
| 2016 | Dire di no                    | Lorenzo Fragola                                             | Zero Gravity              |
| 2016 | Nuovi giorni da vivere        | Loredana Errore                                             | Luce infinita             |
| 2016 | 13 Maggio                     | Francesco Renga                                             | Scriverò il tuo nome      |
| 2016 | Another dream                 | Mietta                                                      | -                         |
| 2016 | Non sei solo                  | Mietta                                                      | -                         |
| 2017 | La mia strada verso il sole   | Elodie                                                      | Tutta colpa mia           |
| 2017 | L'amore tante volte           | Giusy Ferreri                                               | Girotondo                 |
| 2017 | Ci siamo fatti tanti sogni    | Paola Turci                                                 | Il secondo cuore          |
| 2017 | "Porcellana"                  | Noemi                                                       | "La luna"                 |
| 2021 | Superbabbo                    | Zoe insieme al Piccolo Coro "Mariele Ventre" dell'Antoniano | 64°zecchino d'oro         |